# 관동초등학교
관동초등학교(官洞初等學校)는 대한민국 경상남도 김해시에 있는 공립 초등학교이다.

## 학교 연혁
- 2013.03.01. 관동초등학교 개교(23학급)
- 2013.03.01. 초대 김치홍 교장선생님 취임
- 2013.03.04. 신입생 115명 입학, 시업식 546명
- 2013.04.06. 2013. 영어독서교육 선도학교 선정
- 2013.04.15. 개교행사 실시
- 2013.04.18. 2013. 학생자치법정 운영 선도학교 지정
- 2013.05.20. e-NIE 프로그램 지원학교 운영
- 2013.09.01. 6학급 증설(29학급)
- 2014.02.17. 2014-2015. 교육부요청(학부모교육) 연구학교 선정
- 2014.02.18. 제1회 졸업식(졸업생 117명)
- 2014.03.01. 10학급 증설(39학급)
- 2014.03.03. 신입생 246명 입학
- 2014.04.02. 스마트교육 모델학교 선정
- 2014.12.11. 2014. 연구(시범)학교 보고회(제10회 경남교육박람회 부스 운영)
- 2015.02.13. 제2회 졸업식(졸업생 147명, 계 264명)
- 2015.03.01. 4학급 증설(43학급)
- 2015.03.03. 신입생 245명 입학
- 2015.09.01. 제2대 정병문 교장 선생님 취임

## 참고 자료
- 관동초등학교 - 한국교육학술정보원 학교알리미